# Liriomyza meracula
Liriomyza meracula är en tvåvingeart som beskrevs av Spencer 1977. Liriomyza meracula ingår i släktet Liriomyza och familjen minerarflugor. Inga underarter finns listade i Catalogue of Life.